# Martha Vasconcellos
Martha Maria Cordeiro Vasconcellos (Salvador, 1948) è una modella brasiliana, incoronata Miss Universo 1968.
Incoronata Miss Brasile 1968, Martha Vasconcellos vinse il titolo di Miss Universo il 13 luglio 1968 a Miami, in Florida, battendo sessantaquattro concorrenti.
Dopo l'anno di regno, vissuto a New York, la Vasconcellos si è praticamente ritirata dalla vita pubblica, e ha avuto due figli, Leonardo e Leilane, dal suo primo marito.
Attualmente vive a Boston, nel Massachusetts, dove lavora per un'organizzazione di lingua portoghese.